# Der knallharte Prinzipal
Der knallharte Prinzipal (Originaltitel: Lean on Me; Alternativtitel: Lean on me – Joe Clark gibt nicht auf) ist ein US-amerikanischer Film von John G. Avildsen aus dem Jahre 1989. Er basiert auf einer wahren Begebenheit und erzählt die Geschichte des Schuldirektors Joe Louis Clark, der an seine ehemalige Schule zurückgeholt wird, um die dortigen katastrophalen Umstände zu verbessern. Seine Methoden ernten Kritik von Eltern und Lehrern, während sich die Schüler für ihn einsetzen.

## Handlung
Die Handlung basiert auf realen Ereignissen an der East Side Highschool in Paterson, New Jersey. Hauptperson ist der Lehrer und Schuldirektor Joe L. Clark. Er wird an die Schule zurückgeholt, als dort ein Lehrer von Schülern fast zu Tode geprügelt wurde. Die Schule befindet sich in einem katastrophalen Zustand, der geordneten Unterricht nahezu unmöglich macht.
Joe Clark tritt die Stelle als Direktor (engl. Principal) auf Wunsch seines alten Freundes Frank Napier an, der ihn beim Bürgermeister durchsetzt. Hintergrund der Entscheidung ist die Drohung des Bundesstaates, die Schule aus der Trägerschaft der Stadt zu übernehmen, wenn die Ergebnisse der Schüler in einem landesweiten Test sich nicht stark verbessern. Der Film zeigt den Zeitraum von der Übernahme des Postens durch Clark bis zur Verkündung des Ergebnisses des Tests.
Clark rückt zu Beginn des Films mit neuen Sicherheitskräften und bewaffnet mit einem Megaphon und einem Baseballschläger in die Schule ein. Lehrer, Eltern und Schüler bekommen den neuen harten Ton zu spüren. Eine seiner ersten Maßnahmen ist der Verweis aller Schüler, die in Kontakt mit Drogenhandel gekommen waren, von der Schule. Unter anderem daran entzündet sich harsche Kritik von Seiten einiger Eltern, die erst zum Ende des Filmes aufgelöst werden kann.
Der Film zeigt die Verbesserungen, die infolge des harten Durchgreifens an der Schule geschehen. Verfolgt werden unter anderem die Leben zweier Schüler – Thomas Sams und Kaneesha Carter –, deren private Probleme dem Zuschauer ausführlich geschildert werden. Auf beide Biographien nimmt Clark mit seiner eigentümlichen Mischung aus liebevoller Zuwendung und strenger Zucht starken Einfluss. Ins Zentrum gerückt werden auch die Konflikte Clarks mit seinem Freund und Vorgesetzten Dr. Napier und seiner Stellvertreterin Mrs. Joan Levias. In beiden Fällen muss Clark einsehen, dass er allein mit seinen Methoden nicht arbeiten kann. Nach einem weiteren Angriff auf einen Schüler lässt Clark die Zugänge zum Haus mit Ketten sichern, damit kein einziger Dealer die Schule betreten kann. Dies verschafft ihm die Kritik des örtlichen Feuerwehrhauptmanns.
Nachdem sich der Feuerwehrhauptmann unbemerkt Zugang zur Schule verschafft hat, wird Clark vorläufig festgenommen. Ihm wird vorgeworfen, die Sicherheit seiner Schüler im Feuerfall aufs Spiel gesetzt zu haben. Gleichzeitig tagt der Schulbeirat, zu dem eine Mutter die Entfernung Clarks von der Schule fordert. Unterstützung erhält sie dabei vom Bürgermeister, der sich, auf Grund der nahenden Wahl, von den kontroversen Methoden Clarks distanziert. Erst eine lautstarke Demonstration der Schüler vor dem Gebäude verändert die Situation grundlegend. Clark wird aus seiner Zelle geholt, um die Schüler zu beruhigen und nach Hause zu schicken. Diese gehorchen jedoch nicht, sondern setzen den Schulbeirat weiter unter Druck. Nachdem Mrs. Levias die positiven Testergebnisse übergeben konnte, feiern die Schüler und Lehrer gemeinsam mit Direktor Clark auf den Straßen.

## Besetzung und Synchronisation
| Darsteller/in            | Rolle                          | Synchronsprecher/in    |
| ------------------------ | ------------------------------ | ---------------------- |
| Morgan Freeman           | Joe Louis Clark                | Helmut Krauss          |
| Beverly Todd             | Mrs. Joan Levias               | Monica Bielenstein     |
| Alan North               | Bürgermeister Don Bottman      | Wolfgang Völz          |
| Robert Guillaume         | Dr. Frank Napier               | Christian Brückner     |
| Ethan Phillips           | Rechtsanwalt Rosenberg         | Wolfgang Ziffer        |
| Lynne Thigpen            | Leonna Barrett                 | Liane Rudolph          |
| Michael Beach            | Mr. Larry Darnell              | Ingo Albrecht          |
| Sandra Reaves-Phillips   | Mrs. Powers                    | unbekannt              |
| Tony Todd                | Sicherheitschef William Wright | Marlin Wick            |
| Sloane Shelton           | Mrs. Hamilton                  | Hannelore Minkus       |
| Jermaine 'Huggy' Hopkins | Thomas Sams                    | Björn Schalla          |
| Karen Malina White       | Kaneesha Carter                | unbekannt              |
| Karina Arroyave          | Maria                          | Uschi Hugo             |
| Michael P. Moran         | Mr. O’Malley                   | unbekannt              |
| Ivonne Coll              | Mrs. Santos                    | Ana Fonell             |
| Regina Taylor            | Mrs. Carter                    | Simone Brahmann        |
| Jim Moody                | Mr. Lott                       | Frank-Otto Schenk      |
| Linda M. Salgado         | Linda                          | unbekannt              |
| Mike Starr               | Mr. Zirella                    | Stefan Staudinger      |
| Cole Dragone             | Boss                           | unbekannt              |
| Michael Imperioli        | George                         | unbekannt              |
| Tyrone Jackson           | Clarence                       | Florian Krüger-Shantin |
| John Ring                | Feuerwehrchef Gaines           | Andreas Hanft          |
| Frances Sousa            | Francesca                      | Anke Reitzenstein      |
| Alex Romaguera           | Kid Ray                        | Frank Schaff           |
| Richard Grusin           | Mr. Danley                     | Hans-Helmut Müller     |

## Kritiken
„There's not really much of a story to speak of. Freeman shows up and begins cleaning up the school. That's about it. Much of the film sees Freeman encountering a problem, solving it, and then moving on to the next problem. (dt. Übersetzung: "Es gibt wirklich keinen besonderen Handlungsbogen, von dem man sprechen könnte. Freeman erscheint und beginnt, die Schule aufzuräumen. Das ist alles. Die meiste Zeit des Films sehen wir, wie Freeman auf ein Problem stößt, es löst und sich zum nächsten Problem aufmacht.")“

„Lean on Me has aged incredibly poorly, though. Filmed in the early '90s and looking every bit as cheesy as an old episode of Beverly Hills 90210, the film is so obviously a part of its time it's hard to view it critically without thinking about how silly that period was. (dt. Übersetzung: "Der knallharte Prinzipal ist leider unglaublich veraltet. Er wurde in den frühen 1990 Jahren gefilmt (sic!) und sieht genauso kitschig aus wie eine alte Episode von Beverly Hills 90210. Der Film ist so offensichtlich Teil seiner Zeit, dass es schwer ist, ihn kritisch zu betrachten, ohne daran zu denken, wie albern diese war.)“

„Filmisches Denkmal für den kämpferischen Lehrer Joe Clark, das weit übers Ziel hinausschießt; nur anfänglich spannend, dann voller Klischees und fragwürdig in der Aussage, daß demokratische Gesinnung dem Chaos Tür und Tor öffnet.“

## Auszeichnungen
1991 NAACP Image Award
- Bester Hauptdarsteller – Morgan Freeman
- Bester Film – Regie: John G. Avildsen

1990 Young Artist Award
- Nominierung bester Film – Drama
- Nominierung bester Nebendarsteller – Jermaine 'Huggy' Hopkins
- Nominierung beste Nebendarstellerin – Karen Malina White
- Nominierung Jackie-Coogan-Award – Norman Twain (Produzent)

## Hintergrund
- Die absolute Geschichtlichkeit des Filmgeschehens ist strittig. Zwar stimmen Elemente, wie die Benutzung eines Megaphons oder des Baseballschlägers, mit der Wirklichkeit überein, dass Clark aber jedes Gespräch brüllend absolvierte, darf bezweifelt werden.
- Die Leistungen der Schüler der East Side Highschool verbesserten sich tatsächlich. Auf welche Maßnahme Clarks dies zurückgeführt werden kann, war Inhalt zahlreicher Debatten.
- Clark schaffte es mit seinem Engagement auf die Titelseite des Nachrichtenmagazins Time.[5]
- Der Ursprung des Originaltitels Lean on Me ist das gleichnamige Lied Lean on Me von Bill Withers. In der Szene einer Schulversammlung wird es von der Musiklehrerin angestimmt, alle Schüler fallen in den Gesang ein.
- Bei der Rolle des Joe Clark handelt es sich um die erste filmtragende Hauptrolle für Morgan Freeman.
- Auf Grund einiger drastischer Dialoge und der Behandlung von Themen wie z. B. Teenagerschwangerschaft und Drogenkonsum erhielt der Film Kritik von Elternverbänden.
- Der Film behandelt in vielen Szenen Rassendiskriminierung, die durch mangelnde Ausbildung von schwarzen Jugendlichen verstärkt wird.